# 231 L 101 à 120
231 L 101 à 120 est une série de locomotives de route à « grande vitesse » basées principalement au dépôt de Narbonne provenant de la modification d'immatriculation des 3101 à 3120 MIDI devenues 231-101 à 231-120 PO-MIDI puis 231 E puis L 101 à 120 à la SNCF.